# Edward G. Krubasik
Edward G. Krubasik (* 19. Januar 1944 in Wien) ist ein deutscher Physiker und Manager.

## Leben
Krubasik studierte Physik an der Universität Erlangen-Nürnberg (experimentelle Arbeiten am Schwerionenbeschleuniger) und war ab 1968 am Institut für Theoretische Kernphysik der Universität Karlsruhe als Assistent tätig, an dem er 1971 mit der Dissertation Bestimmung von π-Amplituden im Coulomb-Interferenzgebiet bei hohen Energien promoviert wurde. Ab 1971 arbeitete er am SLAC. Er besuchte zudem die Business School Insead in Fontainebleau und schloss 1973 mit dem MBA ab. 1973 bis 1996 arbeitete er als Unternehmensberater bei der Firma McKinsey in Düsseldorf, New York und München. Als Partner und Director leitete er dort die globale Beratung für Innovation und Technologie-Management und war Leiter der Sparte Elektronik, Telekommunikation und Luftfahrt in Europa.
1997 bis 2006 gehörte er dem Zentralvorstand der Siemens AG an. In zwei 5-Jahresperioden war er zuständig für Industrie-, Logistik- und Gebäude-Automation, Transport Systems, Siemens-VDO und Corporate Technology. Er war ein starker Promotor der Siemens-Produktivitätssteigerungs-Programme. Er war verantwortlich für die Reorganisation der Industriegeschäfte, die Gründung der Siemens Building Technologies aus einer Akquisition, den Turnaround der Transportation Systems Division, die Post-Merger-Integration von Siemens-VDO und Siemens-Dematic.
Seit 2000 ist Krubasik Honorarprofessor an der TU München und lehrt an der School of Management in Executive MBA Programmen und Master-Studiengängen in München und TUM Asia in Singapur. Am INSEAD in Fontainebleau schulte er Aufsichtsräte im International Directors Program. Er war Dozent im INSEAD MBA-Programm und an der Fudan-Universität und Tongji-Universität in Shanghai.

Aufsichtsratsmandate
Er war Mitglied folgender Aufsichtsräte und Beiräte:
- Siemens Building Technologies (Zürich, 2007–2012) Verwaltungsrats-Vorsitzender
- Siemens SAS France (Paris, 1996–2006) Aufsichtsrats-Vorsitzender
- Siemens Belgien (Brüssel, 1998–2002) Aufsichtsrats-Vorsitzender
- Dresdner Bank (Frankfurt, 1998–2009) Aufsichtsrat und Finanzkomitee
- Stinnes AG (Essen, 1999–2003) Aufsichtsrat
- Commerzbank (Frankfurt, 2009–2014) Beirat
- KSB AG (Frankenthal, 1998–2002), Aufsichtsrat
- Siemens-VDO Autoelectronics (2001–2006), Aufsichtsrats-Vorsitzender
- Vallourec (Paris, 2007–2015), Vorsitzender des Strategie-Komitees und Finanz-Komitee
- Honsel AG (Meschede, 2008–2010), Aufsichtsrats-Vorsitzender
- AsahiTec (Japan, 2008–2012), Aufsichtsrat und Finanzkomitee

Ehrenämter
Heute engagiert sich Krubasik für Hightech-Themen, besonders Robotik und künstliche Intelligenz, als Berater in wirtschaftspolitischen Fragen und als Mentor für Start-Up-Unternehmen, u. a.:
- Munich School of Robotics and Machine Intelligence, Vorsitzender des Industriebeirats seit 2018
- Creative Destruction Lab/Oxford, UK, Mentor für Start-Ups seit 2020
- Wirtschaftsbeirat Bayern, Leiter der Fachkommission Industrie, Technologie, Digitalisierung seit 2004
- Wirtschaftsrat Deutschland seit 2007, Vorsitzender der Kommission Wachstum und Innovation (-2011), Mitglied der Kommission Künstliche Intelligenz und digitale Wertschöpfung
- Ehrensenator (seit 2011) und Hochschulrat (2008 – heute) der Friedrich-Alexander-Universität Erlangen-Nürnberg
- Präsident des ZVEI und Mitglied des BDI Präsidiums (2004–2006)
- Präsident von Orgalime, dem europäischen Dachverband der Metall- und Elektroindustrieverbände in Brüssel (2005–2007)
- Rat für Nachhaltige Entwicklung (2006–2010),
- Präsident der Deutschen Physikalischen Gesellschaft (2014–2016), Vizepräsident (2016–2018)
- Kulturkreis der deutschen Wirtschaft (2006–2019), Vorsitzender des Gremiums Musik
- Kuratoriums der Hochschule für Musik und Theater München (2012–2017, Vorsitzender ab 2015)

## Schriften
- mit Paul Nolte: Wege zu neuer Prosperität und Zuversicht. (= Kleine Reihe. Band 76), GDA – Gesellschaft f. Marketing u. Service d. Deutschen Arbeitgeber, Berlin 2005, ISBN 3-936074-41-0.